# Gia Farrell
Gia Farrell (Jeannie Bocchicchio) (Suffern, 9 februari 1989), is een Amerikaanse zangeres.
Gia groeide op in Suffern, in de buurt van New York. Ze hield al vanop jonge leeftijd van muziek, vooral zingen vond ze geweldig. Toen ze 8 jaar was startte ze met zanglessen. Toen Gia wat ouder was besloot ze haar debuutalbum op te nemen.
Haar debuutsingle Hit me up bracht ze uit in januari 2007 en stond begin 2007 lange tijd in de Nederlandse hitlijsten. De single is tevens de soundtrack van de film Happy Feet. Later in 2007 werd Gia gedropt door haar platenmaatschappij.

## Discografie

### Singles
| Single met eventuele hitnotering(en) in de Nederlandse Top 40 | Datum van verschijnen | Datum van binnenkomst | Hoogste positie | Aantal weken | Opmerkingen           |
| ------------------------------------------------------------- | --------------------- | --------------------- | --------------- | ------------ | --------------------- |
| Hit me up                                                     | 2006                  | 13-1-2007             | 17              | 8            | Soundtrack Happy Feet |

| Single met hitnotering(en) in de Vlaamse Ultratop 50 | Datum van verschijnen | Datum van binnenkomst | Hoogste positie | Aantal weken | Opmerkingen           |
| ---------------------------------------------------- | --------------------- | --------------------- | --------------- | ------------ | --------------------- |
| Hit me up                                            | 2006                  | 26-1-2007             | 17              | 14           | Soundtrack Happy Feet |